# Gregor Waltmann
Gregor Waltmann (* 20. August 1661 in Lüdinghausen; † 6. November 1739 im Kloster Liesborn) war von 1698 bis 1739 Abt des Benediktinerklosters Liesborn. Er verbesserte die wirtschaftlichen Verhältnisse des Klosters stark. Dies ermöglichte den Neubau und die barocke Umgestaltung der Anlage. Des Weiteren war er als geistlicher Autor tätig.

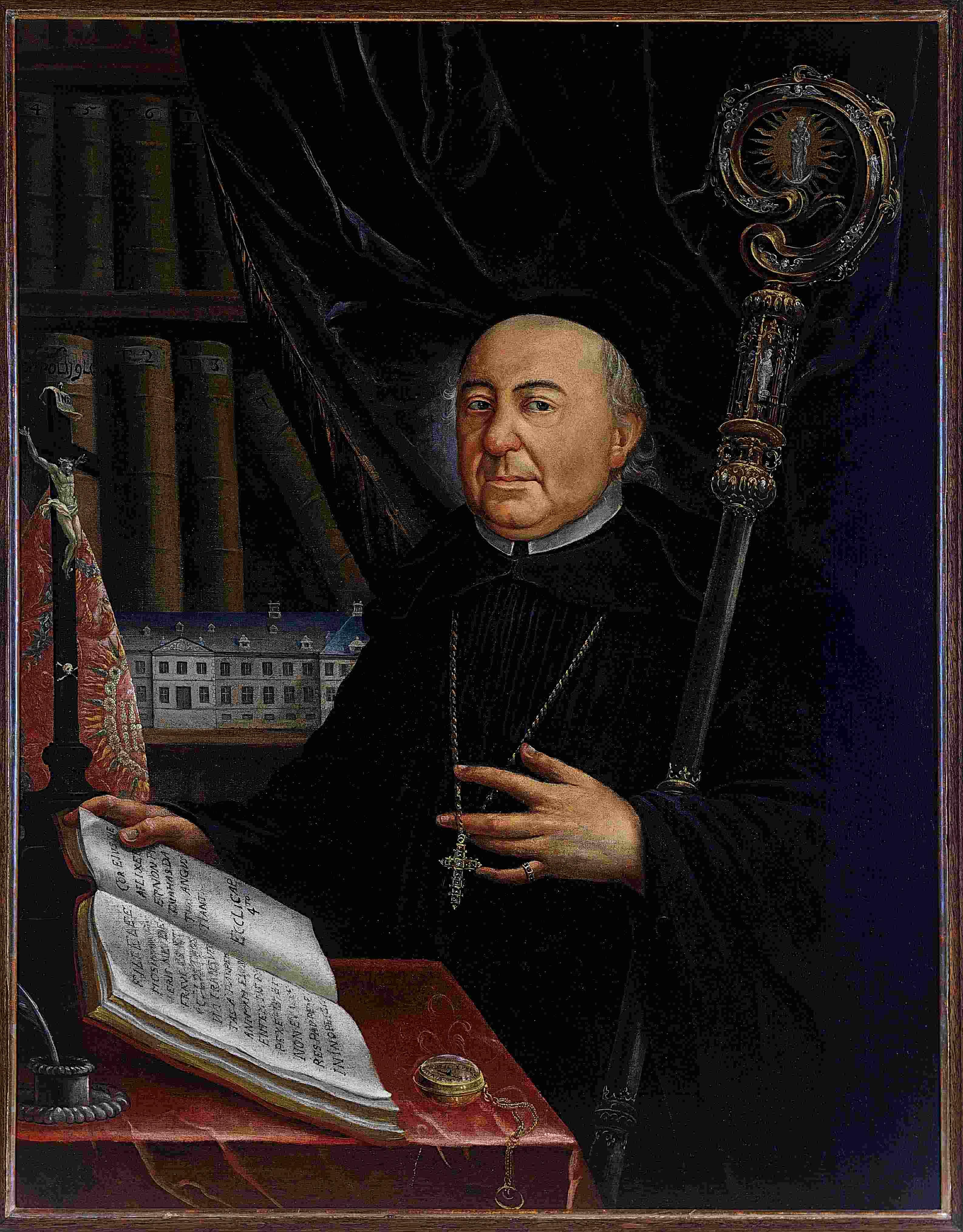
Abt Gregor Waltmann (1698–1739)

## Leben
Er wurde auf den Namen Gerhard getauft. Gregor war sein späterer Ordensname. Sein Vater gehörte der gehobenen Bürgerschicht an und war erst kurz vor der Geburt seines Sohnes zusammen mit seiner Anna nach Lüdinghausen gezogen.
Der Sohn trat 1680 in das Kloster Liesborn ein. Ein Jahr später legte er die Gelübde ab und wurde 1687 zum Priester geweiht. Im Kloster übte er das Amt eines Küchenmeisters aus, ehe er 1698 zum Abt gewählt wurde. Benediziert wurde er von Weihbischof Otto Wilhelm von Bronckhorst zu Gronsfeld.
Während seines Abbatiates machte er sich um den ökonomischen Aufschwung des Klosters verdient. Er ließ einen Küchengarten und einen Konventsgarten anlegen. Insbesondere war er verantwortlich für die Umgestaltung der Klosteranlage im Stil des Barock. Im Jahr 1701 ließ er einen neuen Ostflügel erbauen. Auch das Innere wurde barock umgestaltet. Im Jahr 1703 wurde das Archiv neu geordnet und umgelagert. Ein Jahr später wurde der Hauptaltar barock umgestaltet und dabei wurde das Tafelbild des Meisters von Liesborn an die Westwand des Chores der Klosterkirche verlegt. Das Innere der Kirche insgesamt wurde umgestaltet. Später kauft er auch eine neue Monstranz, Kelche, Paramente und Ähnliches zur Ausstattung der Kirche.
In Wadersloh kaufte er 1704 eine Mühle und ließ im folgenden Jahr das Zehnhaus neu bauen. Später wurden weitere Mühlern und Grundstücke erworben und Verzeichnisse über die Besitzungen angelegt. Das Dormitorium der Mönche wurde 1709 neu gestaltet. Im Jahr 1711 ließ er Fischteiche anlegen. Es folgten weitere kleinere Baumaßnahmen. Seit 1725 wurde der Südflügel der Abtei neu erbauen. Die Zellen der Mönche und der gesamte Klausurbereich wurden erneuert. Seit 1735 wurde der Mittelteil des Klosters neu gebaut. Dabei wurde auch die Bibliothek vergrößert. Die etwa 4000 Bände wurden neue geordnete und teilweise neu gebunden.
Daneben war der Abt auch als geistlicher Autor tätig. Er verfasste eine Scala mystica Benedicta, eine Compendiosa relatio de initio, progressus ac privilegiis sacrae congregationis Bursfeldensis und setzte er eine Klosterchronik (Memorabilia Liesbornensia) fort.
In den Jahren 1709 und 1730 tagte das Generalkapitel der Bursfelder Kongregation im Kloster. Er war 1727 bei einer Abtsweihe in Ammensleben und 1730 bei jener von Pater Josias Poolmann im Kloster Grafschaft anwesend.
Obwohl die Bauten und Anschaffungen während seines Abbiats groß waren, hinterließ er bei seinem Tod ein wohlhabendes Kloster. Er wurde im Chor der Klosterkirche bestattet.
Von ihm existiert ein fast lebensgroßes Ganzporträt. Daneben gibt es zwei Abbildungen von ihm in einem kleineren Format.